# Hello, Love
Hello, Love è il ventesimo album della cantante jazz Ella Fitzgerald, pubblicato dalla Verve Records nel 1960.
L'album vede la cantante interpretare brani non inclusi nei vari Songbook precedenti, e alcuni duetti con Louis Armstrong, accompagnata dalla Frank DeVol Orchestra.

## Tracce
Lato A
1. You Go to My Head (John Frederick Coots, Haven Gillespie) – 4:38
2. Willow Weep for Me (Ann Ronell) – 4:03
3. I'm Thru With Love (Gus Kahn, Fud Livingston, Matty Malneck) – 3:48
4. Spring Will Be a Little Late this Year (Frank Loesser) – 3:20
5. Everything Happens to Me (Tom Adair, Matt Dennis) – 3:55
6. Lost in a Fog (Dorothy Fields, Jimmy McHugh) – 4:04

Lato B
1. I've Grown Accustomed to His Face (Alan Jay Lerner, Frederick Loewe) – 3:07
2. I'll Never Be the Same (Kahn, Malneck, Frank Signorelli) – 4:27
3. So Rare (Jerry Herst, Jack Sharpe) – 3:37
4. Tenderly (Walter Gross, Jack Lawrence) – 3:12
5. Stairway to the Stars (Malneck, Mitchell Parish, Signorelli) – 2:54
6. Moonlight in Vermont (John Blackburn, Karl Suessdorf) – 3:20